# Fusillade de l'école primaire Vladislav Ribnikar
La fusillade de l'école Vladislav Ribnikar est une fusillade de masse survenue le 3 mai 2023 lorsqu'un élève ouvre le feu sur les élèves et le personnel de l'école élémentaire Vladislav Ribnikar (sr) dans la municipalité de Vračar à Belgrade, en Serbie, tuant dix personnes (neuf élèves et un agent de sécurité). La police arrête le tireur présumé, qui est ensuite identifié comme étant un élève de cette même école, âgé de 13 ans. La fin de la fusillade est résumée par une élève. Adriana DUKIĆ et Charlotte BROUQUE âgé entre 14 ans et 15 ans essaye de sortir de la classe Kosta les aperçoit et leur tire dessus Adriana se fait tirer dessus 5X elle meurt à 8h42 tandis que Charlotte se fait tirer dessus 1X légèrement blesser  elle a fait un coma de 3 jours se réveiller Le 6 mai 2023 avec Angelina, qui s’est fait tirer dessus 2X faisant un coma de 15 jours elle n’a pas survécu à ses blessures, elle est morte le 15 mai 2023

## Contexte

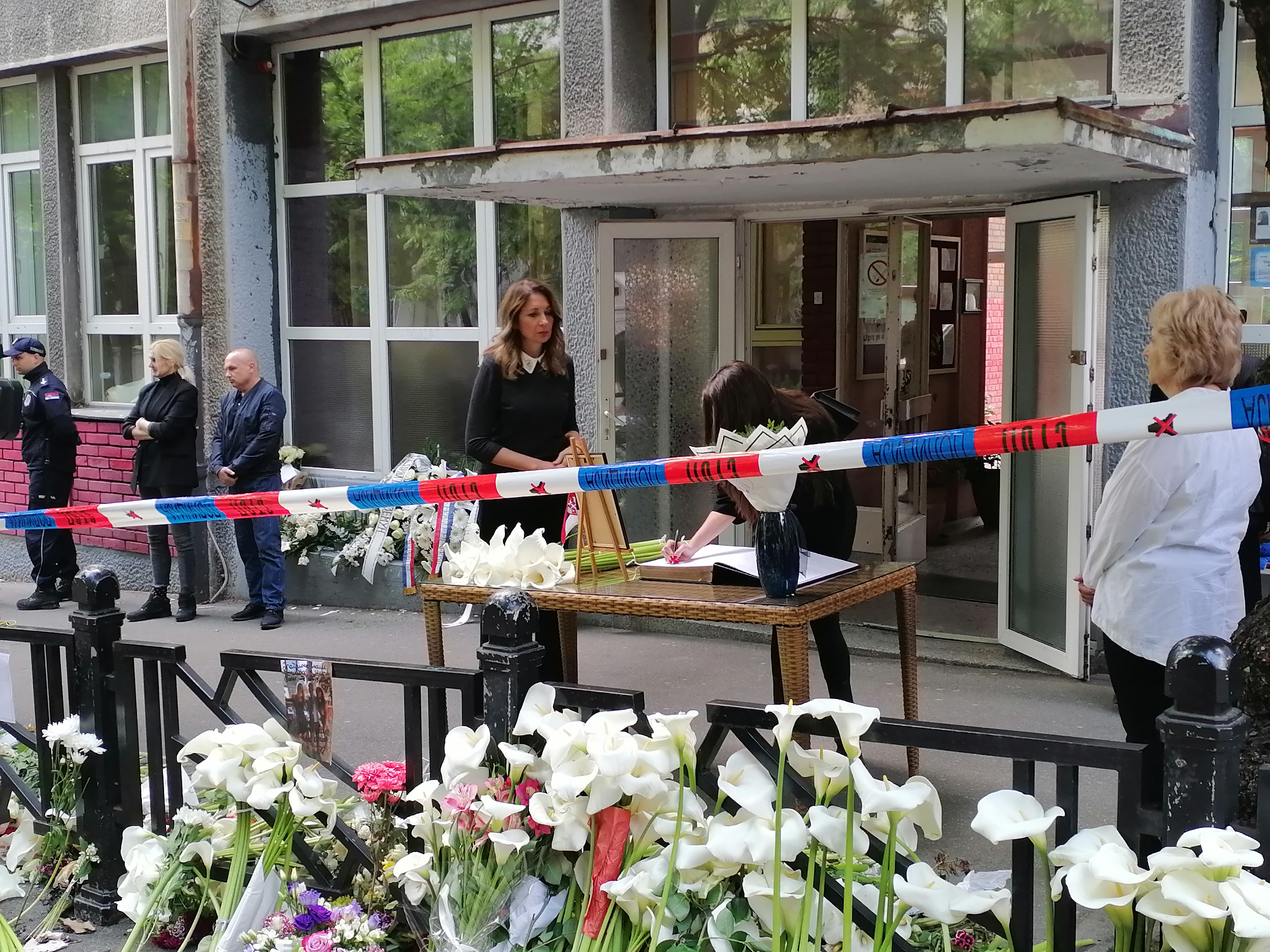
Gerbes de fleurs déposées devant l'école.

La Serbie a des lois strictes sur les armes à feu, mais a néanmoins l'un des taux de possession d'armes les plus élevés. En 2018, avec environ 39,1 armes à feu privées pour 100 habitants, la Serbie est le troisième pays au monde dans cette statistique (à égalité avec le Monténégro voisin), derrière les États-Unis et le Yémen. Des centaines de milliers d'armes à feu circulent dans le pays. 765 000 armes, dont plus de 232 000 pistolets, sont légalement enregistrées en Serbie, un état d'environ 7 millions d'habitants.
Parallèlement à une culture de possession d'armes à feu et à de nombreux ménages conservant des trophées de guerre du XXe siècle, les armes illégales sont répandues dans les Balkans occidentaux après les guerres yougoslaves dans les années 1990,,. Le stands de tirs sont très populaires en Serbie. La réglementation sur les armes à feu en Serbie impose une permis pour en posséder. Les armes doivent être entreposées dans des coffres-forts.
Les fusillades de masse sont rares en Serbie. Il y a eu quatre fusillades de masse antérieures au XXIe siècle : la tuerie de Jabukovac (en) en 2007, au cours de laquelle neuf personnes ont été tuées et cinq blessées, la fusillade de Velika Ivanča (en) en 2013, au cours de laquelle 14 personnes ont été tuées, la fusillade du mariage à Senta en 2015 qui fit 6 morts et la fusillade de Žitište (en) en 2016, au cours de laquelle cinq personnes ont été tuées et 22 blessées. En 2019, il y a eu une tentative de fusillade dans une école à Velika Plana, bien que l'auteur ait été arrêté après avoir tiré deux balles dans le plafond.

## Fusillade

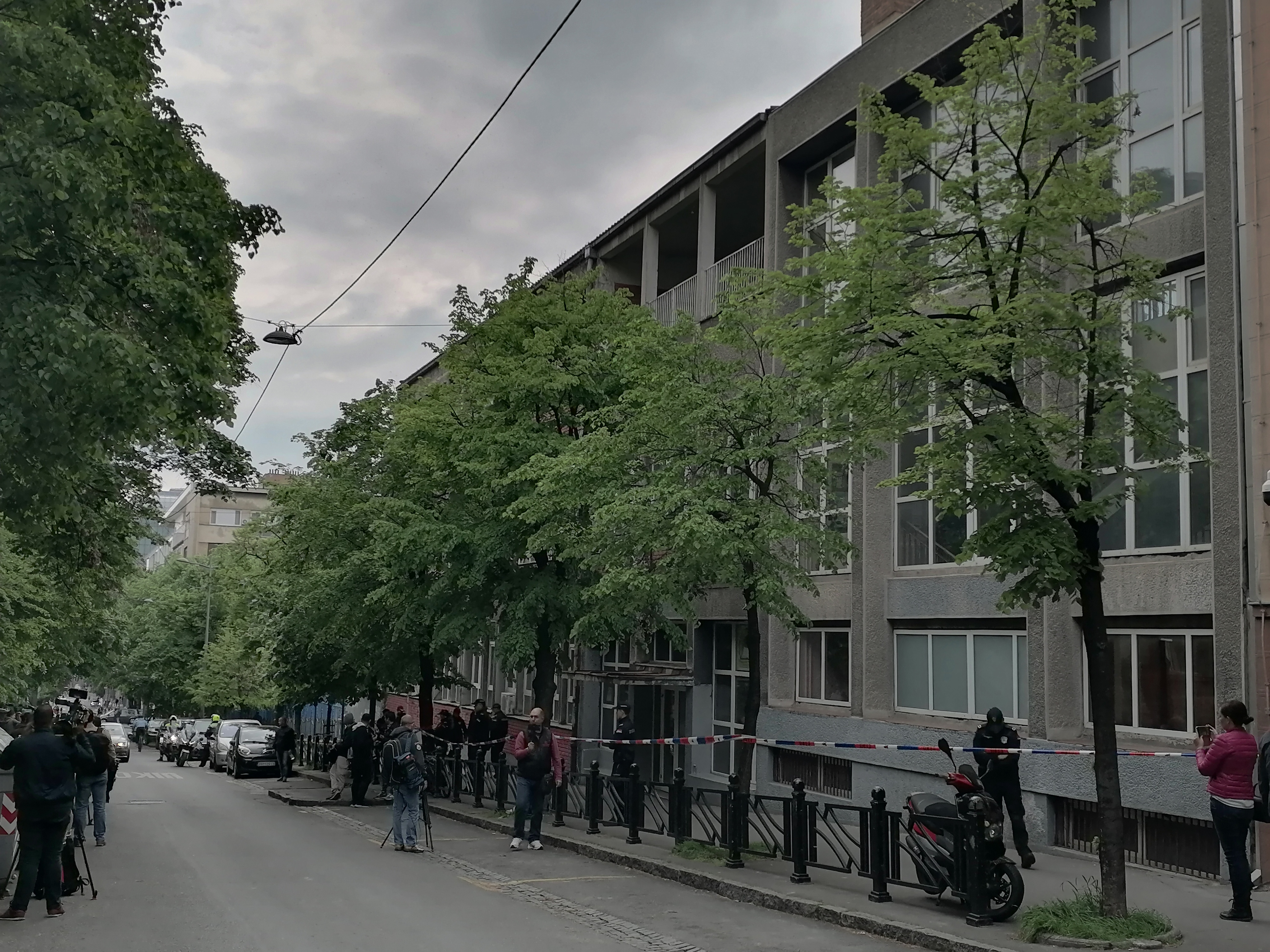
L'école évacuée le jour de la fusillade.

La fusillade commence le 3 mai 2023 vers 8 h 30. Selon le ministère de l'Intérieur, après être entré dans l'école élémentaire Vladislav Ribnikar, le tireur, s'en prend d'abord à Dragan Vlahović, 53 ans, l'agent de sécurité, car il s'est mis sur sa route. Ses derniers mots sont « tire-moi dessus mais ne touche pas aux enfants ». 
Puis, l'assaillant tire sur Ana Bozović, qui reçoit trois balles, et Bojana Asović. Présentes dans le couloir et toutes deux âgées de 11 ans, elles sont tuées sur le coup. Sofia Negić, 14 ans, entendant les cris de ces dernières, sort des toilettes et tombe sur Kosta qui lui tire dessus, la tuant elle aussi sur le coup. Il se rend ensuite dans la salle de classe où il est censé avoir cours d'histoire ; il tire d'abord sur le professeur, puis sur d'autres élèves, à savoir Mara Andjelković, 14 ans, et Katarina Martinović, âgée de 12 ans, qui survit jusqu'à l'arrivée des secours mais meurt quelques heures plus tard. Andrija Čikić, voyant ses deux amies étendues sur le sol, tente de prendre l'arme des mains de Kosta mais reçoit plusieurs balles, ce qui le tue, à l'âge de 14 ans. Le tireur se dirige ensuite dans le couloir par lequel il est arrivé. Ema Kobiljski, 14 ans, tente de l'arrêter en lui parlant mais reçoit huit balles qui lui sont fatales. En lui parlant, elle permet à huit autres élèves de s'échapper d'une salle voisine et de sortir de l'école. Enfin, Adriana Dukić et Angelina Acimović, âgées de 14 ans, sortent de la salle de classe, mais Kosta les aperçoit, tue Adriana et blesse lourdement Angelina. Elle meurt le 15 mai 2023, douze jours après la fusillade, des suites de ses blessures. 
Le suspect se rend à la police à 8 h 42 alors qu'il se trouve dans la cour, selon la police lors d'une conférence de presse. Le suspect est en possession de deux pistolets Zastava CZ-99.
La fusillade entraîne la mort de neuf élèves et d'un agent de sécurité. Six élèves et un enseignant sont également blessés et soignés à l'hôpital, selon un communiqué du ministère de l'Intérieur,. Trois adolescents, deux garçons et une fille, sont abattus et emmenés dans un hôpital local de la rue Tiršova. Les garçons sont stables avec des blessures par balle à leurs membres inférieurs, tandis que la fille a une grave blessure à la tête et doit subir une intervention chirurgicale. Il est signalé plus tard que les garçons et l'enseignant étaient dans un état stable. 

## Profil du tireur

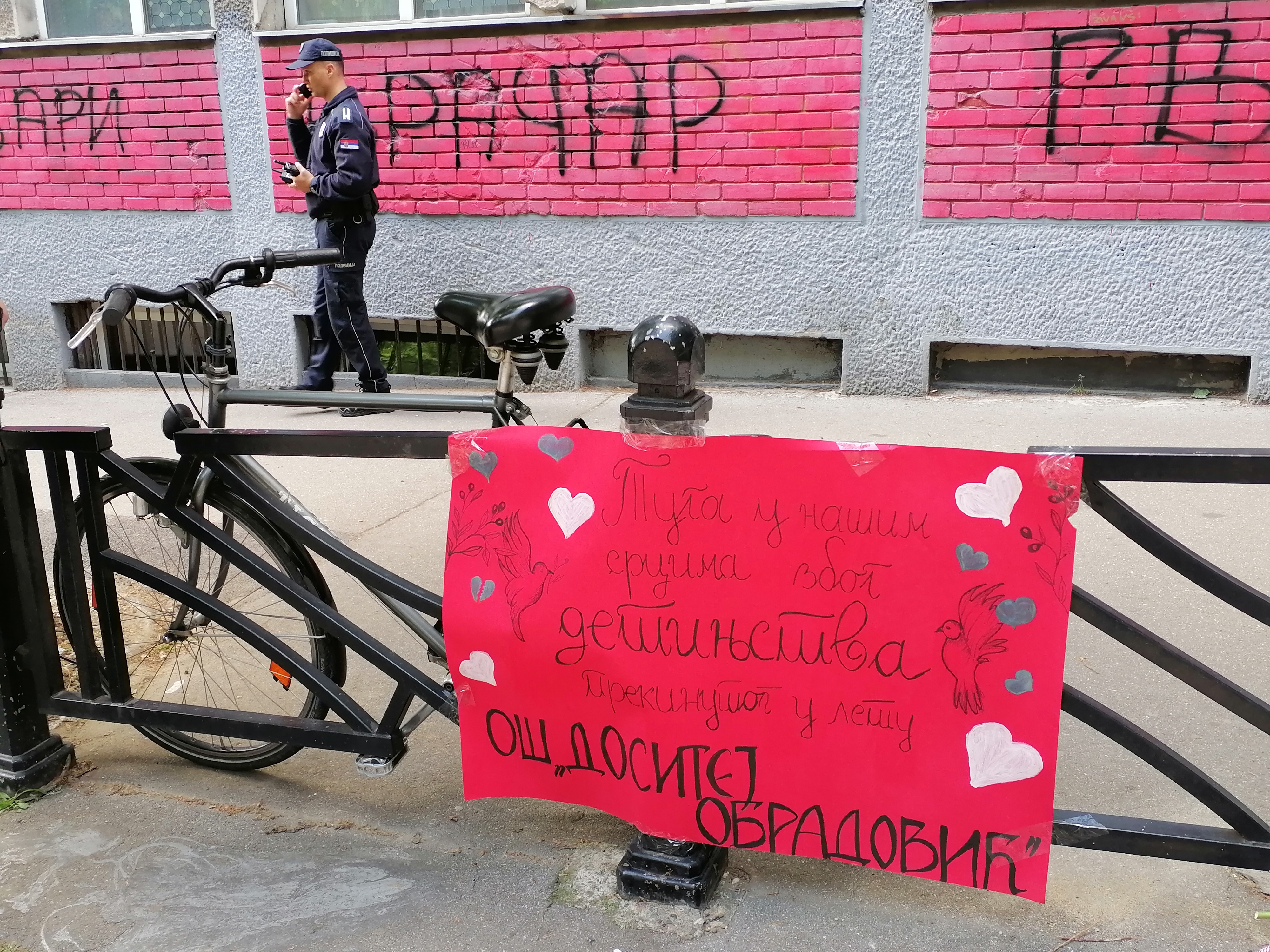

Un élève, né en 2009, est arrêté par la police en lien avec la fusillade. Le suspect aurait utilisé l'arme de son père, que celui-ci possède légalement ; il était également en possession de cocktails Molotov. Les autorités enquêtent sur les motifs de l'attaque. Le tireur est décrit comme un bon élève, calme, ayant récemment rejoint la classe. L'intimidation à l'école et une mauvaise note sont citées comme motifs potentiels avant d'être écartés. Selon le ministère de l'Intérieur, le tireur avait planifié la fusillade depuis un mois. Il aurait eu une liste d'enfants prioritaires à cibler et avait prévu dans quelles salles de classe entrer en premier. Sur cette liste figurent les noms de Mara, Adriana, Andrija et Angelina, ainsi que d'autres noms d'enfants ayant survécu. Le ministère signale également que le tireur s'est entraîné dans un champ de tir avec son père.
Le bureau du procureur général de Belgrade identifie par la suite le tireur arrêté. Se prénommant Kosta, il est âgé de 13 ans, ce qui signifie qu'il n'est pas responsable pénalement,. Son père, arrêté peu de temps après la fusillade, est placé en détention pendant 48 heures. Selon la loi, le tireur ne peut pas être envoyé dans une prison pour adultes car il est mineur et ne peut être transféré dans une autre école que parce qu'il a moins de 14 ans.

## Conséquences

### Réaction des autorités

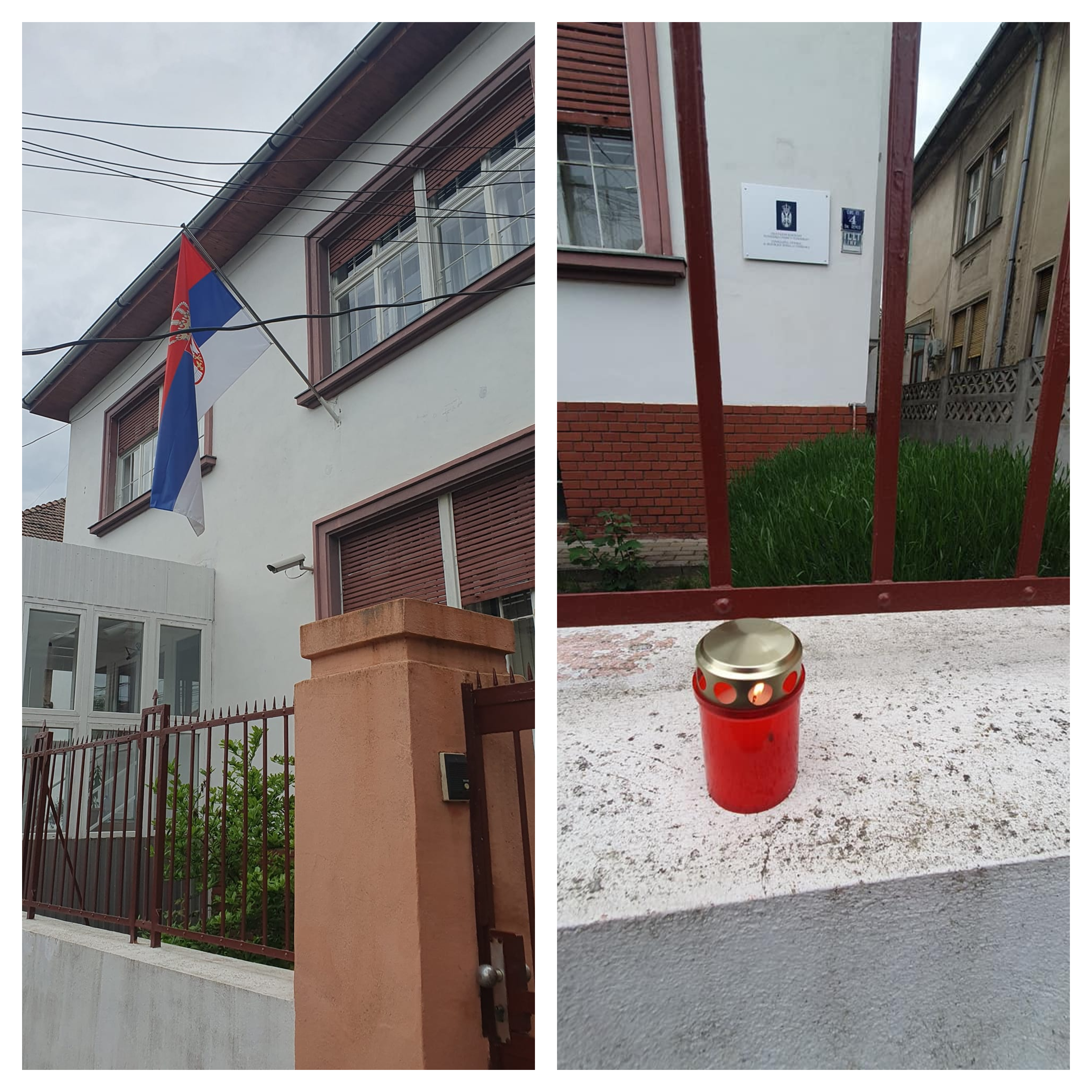
Une bougie allumée devant le consulat général de Serbie à Timisoara, en Roumanie.

Le ministre de l'Éducation Branko Ružić annonce une période de deuil national de trois jours à partir du 5 mai et une suspension des cours pour le reste de la journée, tandis que la ministre de la Santé Danica Grujičić (en) déclare que l'Institut pour la santé mentale mettra en place deux lignes téléphoniques pour ceux qui ressentent le besoin d'un soutien psychologique,. Le Théâtre national de Belgrade annonce également suspendre toutes ses activités jusqu'au 7 mai. Une collecte de sang pour les élèves blessés est organisée à l'Institut de transfusion à la suite de la fusillade,.
Le président de la Serbie Aleksandar Vučić s'adresse au public au sujet de la fusillade plus tard le jour de la fusillade,. Il décide également d'annuler son invitation au couronnement de Charles III et de Camilla Parker Bowles, qui doit avoir lieu le 6 mai ; en réponse, Charles III envoie ses condoléances.

### Discours politiques

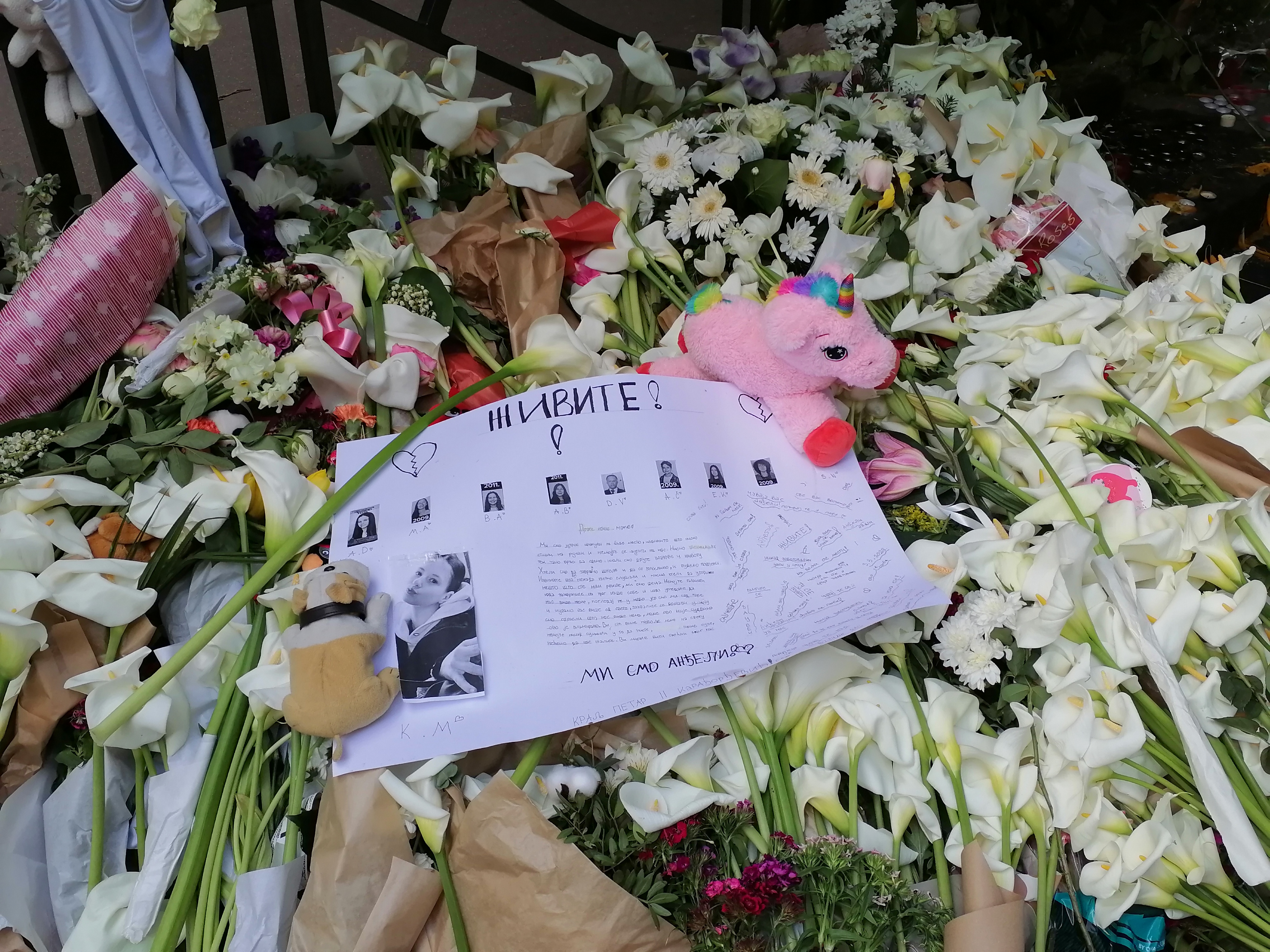

Le Parti serbe des gardiens du serment exige une session urgente du Comité de l'éducation à l'Assemblée nationale de Serbie, tandis que le Mouvement pour la restauration du royaume de Serbie (en) appelle à l'interdiction de toutes les émissions de téléréalité qui glorifient la violence. Ne laisse pas tomber Belgrade, Ensemble, le Parti de la liberté et de la justice, l'ancien président de la Serbie Boris Tadić, l'ancien ministre des affaires étrangères Vuk Jeremić, le maire sortant de Belgrade Aleksandar Šapić et le député Vladimir Đukanović (en) expriment également exprimé leurs condoléances,. 
La branche de l'UNICEF en Serbie déclare que l'école « n'est pas un lieu de violence d'aucune sorte » tandis que le patriarche serbe Porphyre qualifie les événements de « catastrophe »,. Le Syndicat de l'éducation de Serbie appelle le gouvernement à « créer les conditions d'une vie normale et sûre pour les enfants et les employés du système éducatif », tandis que le Syndicat indépendant des éducateurs de Serbie appelle à suspendre le travail dans toutes les écoles à partir du 4 mai et souhaite la démission du ministre Ružić,.

### Suites
Le lendemain, une nouvelle fusillade fait 8 morts au sud de Belgrade, à Velika Ivanča.